# Question!
«Question!» es una canción interpretada por la banda System of a Down. Fue lanzada como el segundo sencillo de su álbum Mezmerize el 29 de agosto de 2005.

## Video musical
Shavo Odadjian produjo el video y lo codirigió junto a Howard Greenhalgh. El video fue filmado en Los Angeles Theatre, que se inauguró en 1931 y que ahora está cerrado. Tankian describió el lugar: «Es un teatro antiguo increíble que necesita ser renovado. Me alegro de que no lo hayan renovado todavía, porque tiene el carácter adecuado para lo que estábamos buscando. Tiene un aire de cuento de hadas».
El video musical de la canción fue lanzado el 5 de agosto de 2005 en MTV y en el sitio web de la banda. La primera escena del video muestra a un niño de cabello y ropa gris disparándole con una resortera a un pájaro rojo. Posteriormente se observa a la banda en un escenario, tocando la música para una obra teatral. La obra narra la historia de dos amantes, un hombre con un traje oscuro y una mujer con un vestido rojo. La mujer colapsa luego de comer una baya roja y el hombre se lamenta sobre su cuerpo. Al final del video, se muestra a una mujer teniendo a un recién nacido envuelto en una manta roja. Clara alegoria a la reencarnación.

## Listado de canciones
| Sencillo promocional |             |          |  |
| N.º                  | Título      | Duración |  |
| 1.                   | «Question!» | 3:20     |  |

| Sencillo |                   |          |  |
| N.º      | Título            | Duración |  |
| 1.       | «Question!»       | 3:20     |  |
| 2.       | «Sugar» (en vivo) |          |  |

| UK Enhanced Single/Best Buy Exclusive-U.S |                                                            |          |  |
| N.º                                       | Título                                                     | Duración |  |
| 1.                                        | «Question!»                                                | 3:20     |  |
| 2.                                        | «Forest» (en vivo en el Big Day Out 2005)                  | 5:11     |  |
| 3.                                        | «Prison Song» (en vivo en el Big Day Out 2005)             | 3:27     |  |
| 4.                                        | «Question!» (video, en vivo en el Hurricane Festival 2005) | 3:25     |  |

| DVD |                                                                   |          |  |
| N.º | Título                                                            | Duración |  |
| 1.  | «Question!» (video musical)                                       |          |  |
| 2.  | «B.Y.O.B.» (video musical, versión limpia)                        |          |  |
| 3.  | «Sugar» (en vivo en el Big Day Out 2005, versión limpia)          |          |  |
| 4.  | «B.Y.O.B.» (en vivo en el London Astoria en 2005, versión limpia) |          |  |